# Acuario de biotopo

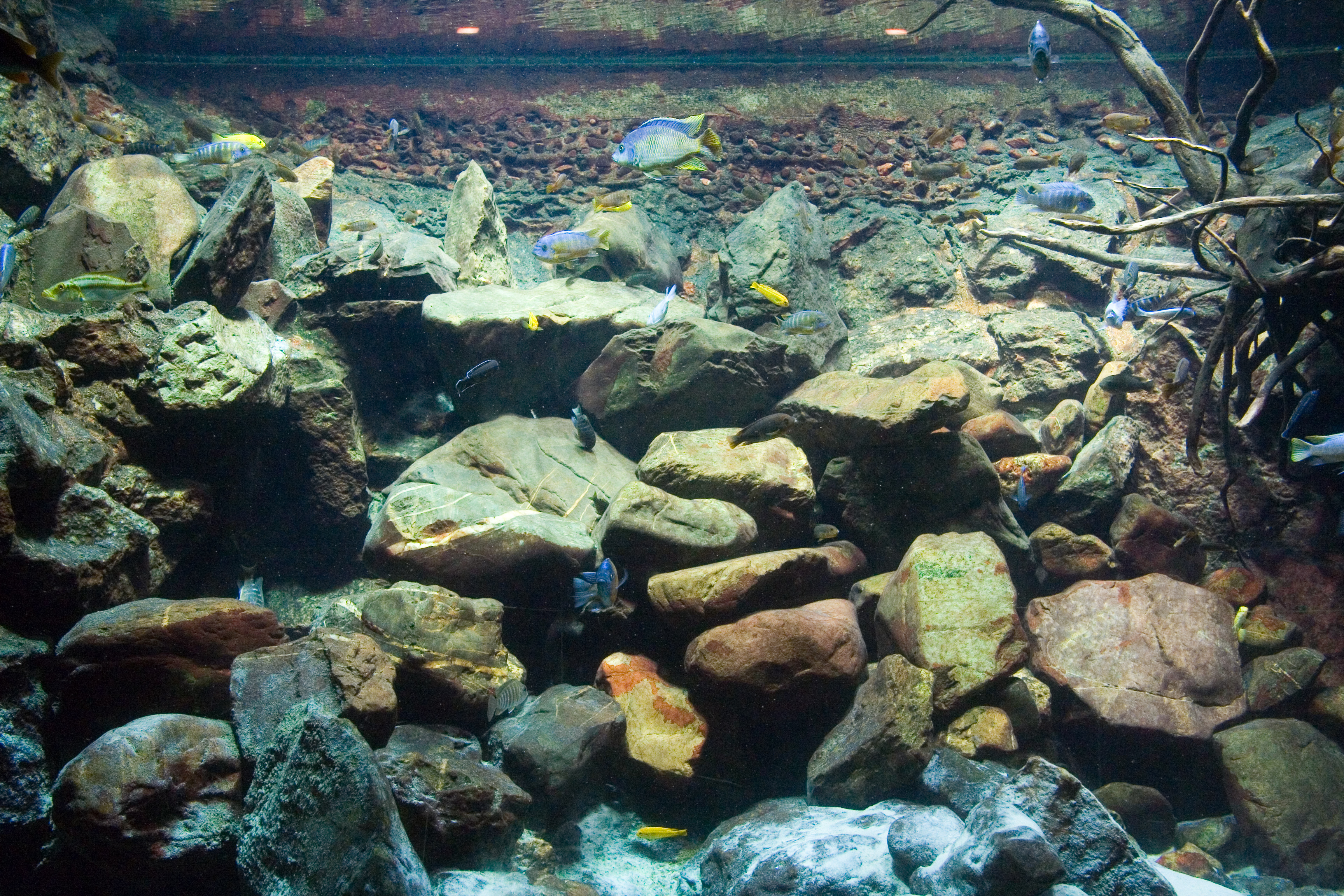
Acuario de biotopo con cíclidos del lago Malaui, en el Artis Royal Zoo de Ámsterdam.

En acuarismo, se denomina acuario de biotopo, acuario biotopo, acuario natural o acuarismo de biotopo, a la recreación fidedigna de un ecosistema acuático específico, ajustándolo a las dimensiones del tanque o urna. Se asemeja a una minúscula porción de un auténtico ambiente subacuático natural trasplantado al hogar, por lo que este tipo de acuario es cada vez más elegido por acuaristas experimentados o puristas, dado el interés que despierta desde el punto de vista biológico y el desafío que presenta su creación y mantenimiento, debido a que demanda un conocimiento detallado del ecosistema a recrear y de los requerimientos de las especies a alojar. En consonancia con este auge, se llevan a cabo en todo el mundo conferencias y concursos sobre acuarios de biotopos.
Solo un ecosistema muy pequeño o poco diverso puede recrearse casi por completo, ya que, generalmente por limitaciones del recinto disponible (con tamaño insuficiente para especies grandes), por requerimientos más exigentes de algunas especies, por predación o conflictividad interespecífica de otras, etc., se podrán sumar solo algunas, generalmente las más pequeñas, pacíficas y adaptables. Por esta razón, los elementos del entorno y los organismos vivos pertenecientes a un biotopo, deberán seleccionarse adecuadamente, teniendo en cuenta su factor de viabilidad, además de combinarse y distribuirse en el espacio disponible de forma armoniosa, teniendo en consideración un diseño estético, para que resulte interesante de observar.

## Características
De una manera estricta, en un acuario de biotopo se busca reproducir un pequeño ecosistema con la máxima fidelidad posible, por lo que todos los componentes que serán incluidos en el recipiente o urna, tanto los bióticos de su biocenosis como los abióticos que caracterizan al propio biotopo, deberán de haber sido colectados en el ambiente acuático al que se ha escogido representar, es decir, las especies de peces, de plantas, el sustrato del lecho, las rocas, troncos, etc., deberán proceder de ese específico ecosistema silvestre; del mismo modo, se deberá procurar replicar los rasgos químicos y térmicos de sus aguas, es decir, las condiciones ambientales de los organismos que viven en este lugar. Una configuración menos restrictiva pero igualmente asimilable con el concepto de acuario de biotopo requiere que, por lo menos, los componentes abióticos sean geológicamente equivalentes y que los animales y plantas, aunque no provengan directamente del biotopo seleccionado, sí sean especies que habitan regularmente en él, además de presentar estos el fenotipo silvestre, tanto en coloración como en forma, longitud de las aletas, etc., evitando así las variedades ornamentales producidas en cautiverio (albinas, melánicas, de colores brillantes, velíferas, etc.).
Un sentido aún más amplio y muy popular del uso del término, aunque técnicamente alejado de su concepción, es el que intenta representar no un ecosistema pequeño, o una porción puntal de uno mayor, sino cuencas enteras o territorios más extensos; de esta manera se amplían las posibilidades a costa de exhibir convivencias forzadas, las que en la naturaleza no ocurren, por ejemplo, con dos especies de animales o plantas cuyas geonemias provengan de afluentes distintos de un mismo gran río o en porciones distantes de un mismo curso fluvial (crenon y potamon). Bajo este último sentido son muy populares en el acuarismo de agua dulce los acuarios “de biotopo” amazónico, del río Negro (uno de sus principales afluentes), de alguno de los ríos del Sudeste Asiático, de los lagos africanos Malaui y Tanganica, de los arrozales indios, etc., mientras que en acuarios marinos se recrean los arrecifes de coral de la Gran Barrera de Australia, del mar Rojo, del mar Caribe, del mar Mediterráneo, etc. Cuando las áreas representadas equivalen a territorios enormes, se alejan por completo del concepto de acuario de biotopo, pasando a ser solo acuarios temáticos o geográficos. En estos también se muestran especies de distintas cuencas de un mismo país o de un mismo continente, por ejemplo, de ríos de Australia, de Brasil, de Asia, de África, de América del Sur, etc.